# Yann Le Cœur
Pour les articles homonymes, voir Lecœur.
Yann Le Cœur, nom de plume de Jean-Marie Le Lec, né le 11 octobre 1902 à Treffiagat dans le Finistère et mort le 1er mars 1951 à Paris, est un écrivain français, auteur de roman policier. Il signe certains de ses romans Jean Le Lec.

## Biographie
En 1929, il publie son premier roman, Instincts dans lequel il raconte les amours incestueuses d'un frère et d'une sœur dans un village de pêcheurs. À l'époque, ce « sujet délicat (..) suscite alors quelques réactions passionnées ».
Ce n'est que dans les années 1940, que sous l'influence de Stanislas-André Steeman, d'Edgar Poe et des écrivains anglais du genre, qu'il se lance dans le roman policier. En 1945, le premier pour lequel il prend le pseudonyme de Yann Le Cœur, Treize dans l'île, reprend l'intrigue du roman d'Agatha Christie Dix petits nègres. L'inspecteur Martial Le Venn même l'enquête dans une île habitée par treize personnes où un crime a été commis. 
Pour Philippe Gontier, collaborateur du Dictionnaire des littératures policières, « les romans de Yann Le Cœur se trouvent au confluent de plusieurs courants auxquels ils empruntent divers éléments : au whodunit classique, des énigmes ingénieuses où il s'agit de découvrir l'assassin parmi suspects possédant tous un mobile ; au roman policier psychologique, des personnages aux rôles sociaux parfaitement définis, peints avec force détails réalistes, animés de passions violentes ou de sentiments excessifs qui les conduisent inéluctablement au rôle de criminel ou de victime, selon les circonstances (..), à Véry et à Steeman, ses romans sont redevables d'une certaine fantaisie où le saugrenu le dispute à l'humour et parfois à l'atroce ».
« Breton jusqu'au tréfonds de l'âme », il situe l'action de ses romans en Cornouaille « et y met toute la douceur de vivre de cette région admirable qui devient un personnage à part entière ».
Pour Philippe Gontier, « sa disparition prématurée (..) met fin à une trop brève carrière injustement éclipsée par l'arrivée du roman noir ».

## Œuvre

### Romans signés Yann Le Cœur
- Treize dans l'île, S.E.P.E., coll. « Le Bandeau noir » (1945)
- C'est moi l'assassin, S.E.P.E., coll. « Le Labyrinthe » (1945)
- Le Juge n'aime pas faire le mort, Éditions Jean Susse, coll. « Le Hibou » no 3 (1946)
- La Mite, S.E.P.E., coll. « Le Labyrinthe » (1946)
- La mort frappe les trois coups, Éditions Jean Susse, coll. « Le Hibou » no 4 (1946)
- N'accusez personne, S.E.P.E., coll. « Le Labyrinthe » (1948)

### Romans signés Jean Le Lec
- Instincts, Ernest Flammarion éditeur (1929)
- Cattleya ou Le faux témoignage, S.E.P.E., coll. « Le Bandeau noir » (1949)

### Autres ouvrages signés Jean Le Lec
- Les Derniers Genêts, Lemerre (1924)
- La Messe du soir, Les Gémeaux (1929)

### Sources
: document utilisé comme source pour la rédaction de cet article.
- Claude Mesplède (dir.), Dictionnaire des littératures policières, vol. 2 : J - Z, Nantes, Joseph K, coll. « Temps noir », 2007, 1086 p. (ISBN 978-2-910-68645-1, OCLC 315873361), p. 166-167.